# Igreja Católica no mundo
Em 2016, a Igreja Católica contava aproximadamente com 1,329 bilhão de fiéis no mundo (ou seja, 19% da população mundial e mais de metade de todos os cristãos), distribuídos principalmente na Europa e na América, mas também em outras regiões do mundo. 1,329 bilhão de batizados. Entre 2013 e 2018 se registra um aumento de cerca de 6% dos católicos batizados nos cinco continentes, passando dos quase 1,254 bilhões para 1,329 bilhão, um aumento de 75 milhões de pessoas. Do total de católicos no mundo, 48% vivem na América, 21,5% na Europa e 11,1% na Ásia, onde houve um particular aumento.
Em 2019 havia pouco menos de 1 bilhão e 345 milhões de católicos em todo o mundo, diante dos cerca de 1 bilhão e 329 milhões em 2018, com um aumento absoluto de 16 milhões, ou 1,12%, e como este crescimento relativo é próximo ao da população mundial (1,8%), a presença de católicos batizados no mundo permanece substancialmente estável em torno dos 17,7%.
A análise geográfica das variações no biênio mostra um aumento de 3,4% dos católicos na África, que por sua vez registrou um aumento em sua população de pouco menos de 2,7%. Também nos continentes asiático e americano há um crescimento no número de católicos superior ao da população (1,3% contra 0,9% para a Ásia e 0,84% contra 0,69% para a América). Na Europa, constata-se uma ligeira diminuição do número de católicos e a um número quase estacionário na população atual. A Oceania, por outro lado, registra no mesmo período e da mesma ordem uma taxa de variação positiva quer para a população quanto para os católicos, de 1,1%.
O percentual dos católicos a nível continental sofreu poucas variações entre 2018 e 2019: sua importância diminui na América (de 48,3 para 48,1 por cento) e sobretudo na Europa (de 21,5 para 21,2 por cento). Por outro lado, ganha posição na África (de 18,3 para 18,7 por cento), com leve aumento no Sudeste Asiático. O peso dos católicos permanece estável em Oceania, ainda que com uma consistência que não chega a 0,8% da população católica mundial.

## Por continente

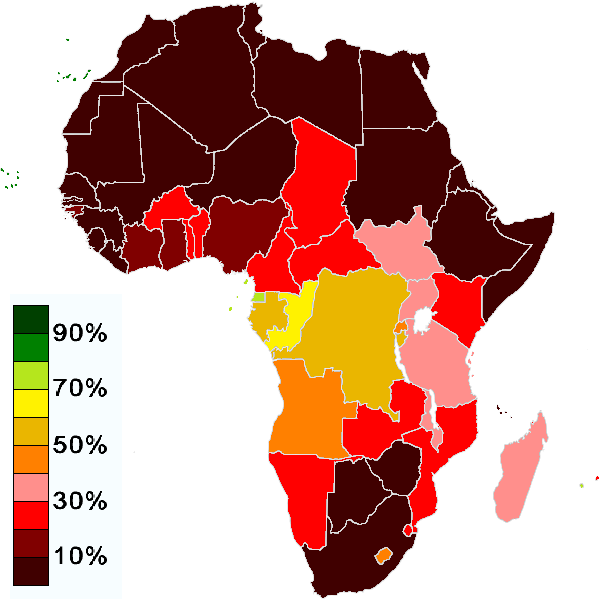
Porcentagem de católicos nos países da África

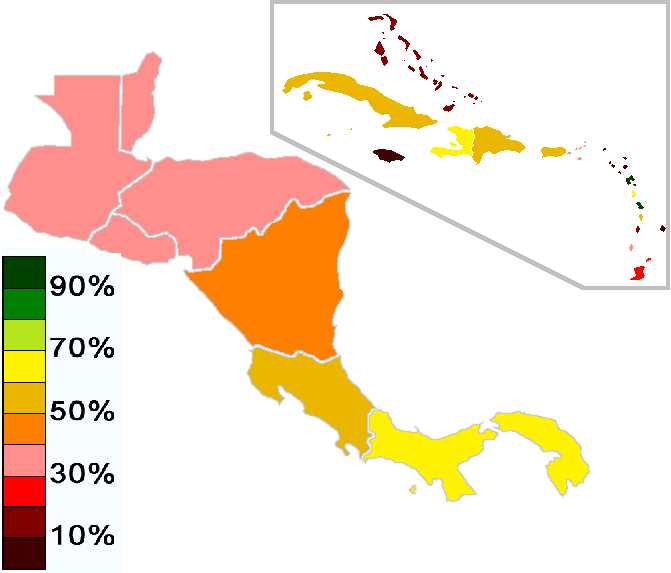
Porcentagem de católicos nos países da América Central

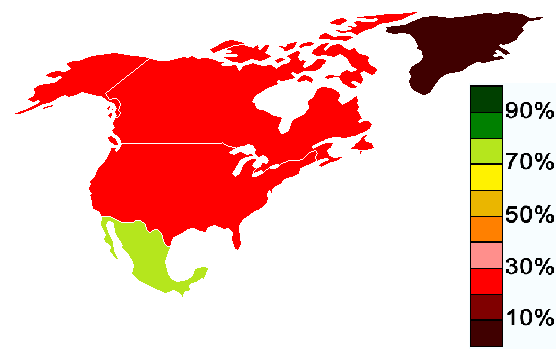
Porcentagem de católicos nos países da América do Norte

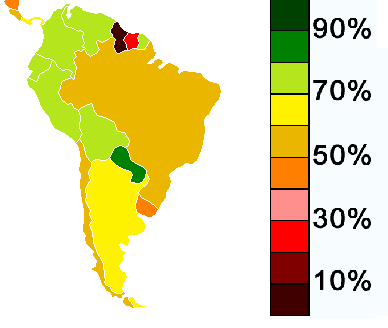
Porcentagem de católicos nos países da América do Sul

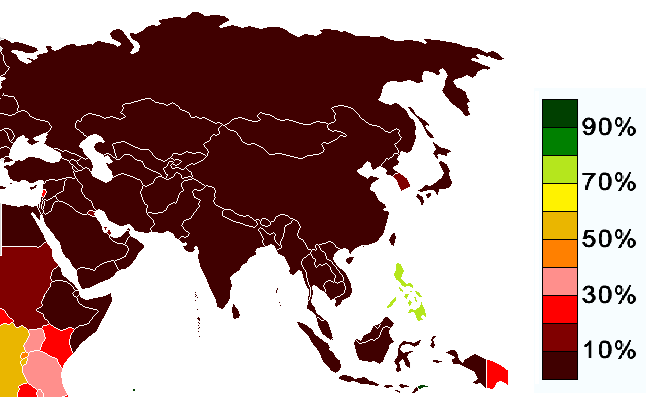
Porcentagem de católicos nos países da Ásia

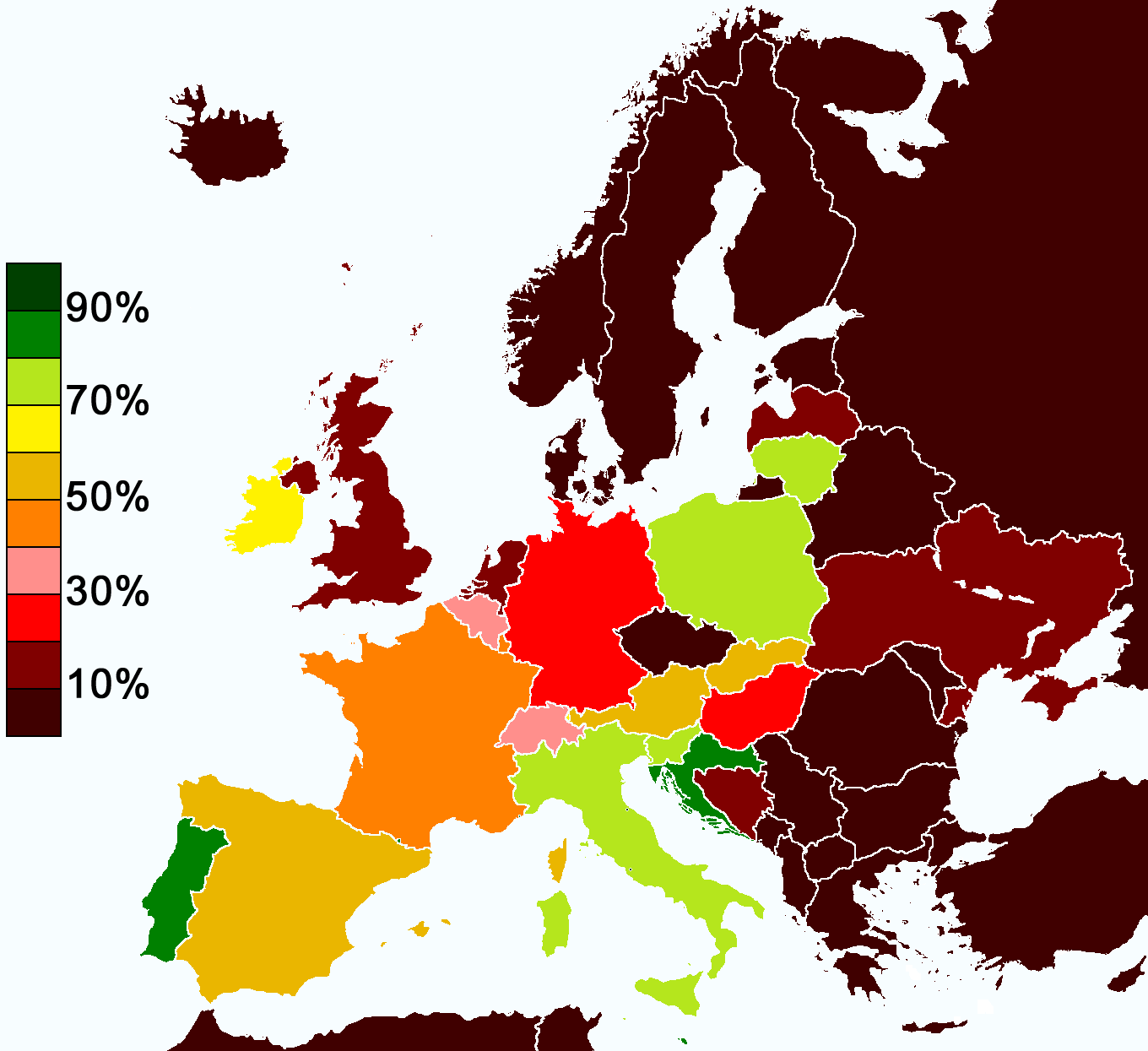
Porcentagem de católicos nos países da Europa

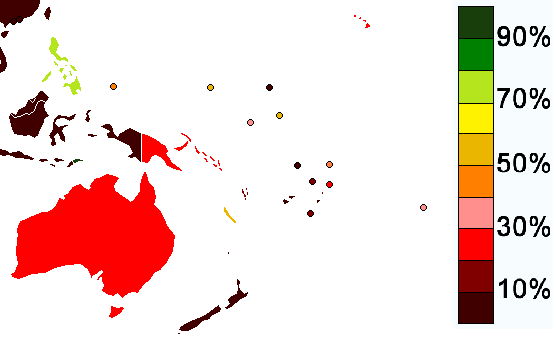
Porcentagem de católicos nos países da Oceania

### África
Com 17,6% dos católicos do mundo, a África tem passado pela difusão de uma Igreja Católica dinâmica: o número de católicos passou de cerca de 185 milhões em 2010 para mais de 228 milhões em 2016, representando aumento de 23,2%. No continente africano, em particular, a República Democrática do Congo é o país com maior número de católicos batizados (mais de 44 milhões), seguida pela Nigéria (28 milhões). Além disso, outros países, como Uganda, Tanzânia e Quênia apresentaram crescimento respeitável.

### América
A América é o continente ao qual pertencem 48,6% dos fiéis batizados no mundo. Destes, 57,5% vivem na América do Sul (o Brasil é o país com a maior população católica do mundo, representando sozinho cerca de 10% dos católicos de todo o globo), 14,1% na América do Norte e 28,4% na América Central. Argentina, Colômbia e Paraguai são os países com maior percentagem de católicos: mais de 90% de suas populações.

### Ásia
No continente asiático, o número de católicos é crescente. Cerca de 76% dos católicos no sudeste da Ásia estão concentrados nas Filipinas (com um contingente de católicos de 85 milhões em 2016), na Índia (22 milhões) e na Coreia do Sul (6 milhões).

### Europa
A Europa é atualmente a região com uma Igreja Católica menos dinâmica, apesar de abrigar quase 22% dos católicos do mundo. O aumento no número de católicos no período entre 2010 e 2016 foi de apenas 0,2%. Esse aparentemente pequeno crescimento reflete em uma melhora, já que os católicos são quase 40% da população do continente, em tempos de estagnação demográfica. Na Itália, Polônia e Portugal, a percentagem de católicos supera 90% da população.

### Oceania
Os católicos da Oceania são pouco mais de 10 milhões e apresentam ligeiro crescimento em relação a 2015, divergindo ligeiramente dos resultados de 2010: variação positiva de 10,4%.

## Por país
Abaixo está uma lista com o número de católicos em cada país e continente.
| País                                                              | População total | % de católicos | Ano do dado   | Referência  |
| ----------------------------------------------------------------- | --------------- | -------------- | ------------- | ----------- |
| Afeganistão (artigo)                                              | 29.928.987      | <0,1%          | 2010          | [ 5 ]       |
| África do Sul (artigo)                                            | 44.344.136      | 7,3%           | 2010          | [ 5 ]       |
| Albânia (artigo)                                                  | 3.020.000       | 10%            | 2010          | [ 5 ] [ 6 ] |
| Alemanha (artigo)                                                 | 81.000.000      | 29,9%          | 2015          | [ 7 ]       |
| Andorra (artigo)                                                  | 71.201          | 88,5%          | 2010          | [ 5 ]       |
| Angola (artigo)                                                   | 18.498.000      | 38%            | 2014          | [ 6 ]       |
| Anguila (artigo)                                                  | 14.108          | 5,7%           | 2011          | [ 6 ]       |
| Antígua e Barbuda (artigo)                                        | 84.522          | 8,2%           | 2011          | [ 6 ]       |
| Arábia Saudita (artigo)                                           | 26.417.599      | 3,8%           | 2010          | [ 5 ]       |
| Argélia (artigo)                                                  | 32.531.853      | <0,1%          | 2010          | [ 5 ] [ 6 ] |
| Argentina (artigo)                                                | 42.000.000      | 91%            | 2014          | [ 8 ]       |
| Armênia (artigo)                                                  | 2.982.904       | 1%             | 2011          | [ 6 ]       |
| Aruba (artigo)                                                    | 101.484         | 80,8%          | 2010          | [ 5 ]       |
| Austrália (artigo)                                                | 23.476.000      | 22,6%          | 2016          | [ 6 ]       |
| Áustria (artigo)                                                  | 8.573.000       | 61,4%          | 2016          | [ 9 ]       |
| Azerbaijão (artigo)                                               | 8.581.400       | <0,1%          | 2010          | [ 5 ]       |
| Bahamas (artigo)                                                  | 330.000         | 12%            | 2010          | [ 6 ]       |
| Bahrein (artigo)                                                  | 800.000         | 8,9%           | 2010          | [ 5 ]       |
| Bangladesh (artigo)                                               | 158.000.000     | 0,1%           | 2010          | [ 5 ]       |
| Barbados (artigo)                                                 | 250.012         | 3,8%           | 2010          | [ 6 ]       |
| Bélgica (artigo)                                                  | 11.200.000      | 62%            | 2010          | [ 5 ]       |
| Belize (artigo)                                                   | 334.000         | 40%            | 2012          | [ 10 ]      |
| Benim (artigo)                                                    | 7.460.025       | 25,5%          | 2013          | [ 6 ]       |
| Bermudas (artigo)                                                 | 67.388          | 14,5%          | 2010          | [ 6 ]       |
| Bielorrússia (artigo)                                             | 9.500.000       | 7,1%           | 2011          | [ 6 ]       |
| Bolívia (artigo)                                                  | 10.500.000      | 86,8%          | 2012          | [ 6 ]       |
| Bósnia e Herzegovina (artigo)                                     | 4.025.476       | 9,6%           | 2013          | [ 11 ]      |
| Botsuana (artigo)                                                 | 1.640.115       | 6,0%           | 2010          | [ 5 ]       |
| Brasil (artigo)                                                   | 204.519.000     | 61%            | 2014          | [ 8 ]       |
| Brunei (artigo)                                                   | 372.361         | 5%             | 2010          | [ 5 ]       |
| Bulgária (artigo)                                                 | 7.450.349       | 0,5%           | 2010          | [ 5 ]       |
| Burquina Fasso (artigo)                                           | 13.925.313      | 19%            | 2010          | [ 5 ]       |
| Burundi (artigo)                                                  | 6.370.609       | 62,1%          | 2008          | [ 6 ]       |
| Butão (artigo)                                                    | 2.232.291       | <0,1%          | 2010          | [ 5 ]       |
| Cabo Verde (artigo)                                               | 512.096         | 77,3%          | 2010          | [ 6 ]       |
| Camarões (artigo)                                                 | 16.380.005      | 38,6%          | 2010          | [ 5 ]       |
| Camboja (artigo)                                                  | 13.607.069      | 0,1%           | 2010          | [ 5 ]       |
| Canadá (artigo)                                                   | 35.770.000      | 38,7%          | 2013          | [ 12 ]      |
| Catar (artigo)                                                    | 863.051         | 10,5%          | 2010          | [ 5 ]       |
| Cazaquistão (artigo)                                              | 15.185.844      | 2,4%           | 2010          | [ 5 ]       |
| Chade (artigo)                                                    | 9.826.419       | 20,1%          | 2015          | [ 6 ]       |
| Chile (artigo)                                                    | 18.000.000      | 45%            | 2017          | [ 13 ]      |
| China (artigo)                                                    | 1.306.313.812   | 0,7%           | 2010          | [ 5 ]       |
| Chipre (artigo)                                                   | 780.133         | 1,2%           | 2010          | [ 5 ]       |
| Colômbia (artigo)                                                 | 47.551.232      | 90%            | 2014          | [ 6 ]       |
| Comores (artigo)                                                  | 800.000         | 0,2%           | 2010          | [ 5 ]       |
| Coreia do Norte (artigo)                                          | 22.912.177      | <0,1%          | 2010          | [ 5 ]       |
| Coreia do Sul (artigo)                                            | 52.950.306      | 11.0%          | 2017          | [ 14 ]      |
| Costa do Marfim (artigo)                                          | 23.800.000      | 21,4%          | 2010          | [ 5 ]       |
| Costa Rica (artigo)                                               | 4.770.000       | 62%            | 2014          | [ 8 ]       |
| Croácia (artigo)                                                  | 4.284.889       | 86,3%          | 2011          | [ 6 ]       |
| Cuba (artigo)                                                     | 11.163.934      | 51,7%          | 2010          | [ 5 ]       |
| Curaçau (artigo)                                                  | 142.180         | 72,8%          | 2011          | [ 6 ]       |
| Dinamarca (artigo)                                                | 5.630.000       | 2,7%           | 2010          | [ 5 ]       |
| Djibuti (artigo)                                                  | 476.703         | 1,6%           | 2010          | [ 5 ]       |
| Dominica (artigo)                                                 | 71.540          | 58,1%          | 2010          | [ 5 ]       |
| Egito (artigo)                                                    | 77.505.756      | <0,1%          | 2010          | [ 5 ]       |
| El Salvador (artigo)                                              | 6.704.932       | 50%            | 2014          | [ 8 ]       |
| Emirados Árabes Unidos (artigo)                                   | 2.563.212       | 9,9%           | 2010          | [ 5 ]       |
| Equador (artigo)                                                  | 15.223.680      | 79%            | 2014          | [ 8 ]       |
| Eritreia (artigo)                                                 | 4.561.599       | 4,6%           | 2010          | [ 5 ]       |
| Eslováquia (artigo)                                               | 5.397.036       | 62%            | 2011          | [ 6 ]       |
| Eslovênia (artigo)                                                | 2.011.070       | 57,8%          | 2002          | [ 6 ]       |
| Espanha (artigo)                                                  | 47.000.000      | 67,8%          | 2016          | [ 6 ]       |
| Essuatíni (artigo)                                                | 1.173.900       | 4,9%           | 2010          | [ 5 ]       |
| Estados Unidos (artigo)                                           | 320.000.000     | 20,8%          | 2015          | [ 15 ]      |
| Estónia (artigo)                                                  | 1.332.893       | 0,7%           | 2010          | [ 5 ]       |
| Etiópia (artigo)                                                  | 73.053.286      | 0,7%           | 2007          | [ 6 ]       |
| Fiji (artigo)                                                     | 893.354         | 9,1%           | 2010          | [ 5 ]       |
| Filipinas (artigo)                                                | 100.000.000     | 81,4%          | 2010          | [ 5 ]       |
| Finlândia (artigo)                                                | 5.451.270       | 1,1%           | 2010          | [ 5 ]       |
| França (artigo)                                                   | 66.600.000      | 60,4%          | 2010          | [ 5 ]       |
| Gabão (artigo)                                                    | 1.389.201       | 42,3%          | 2010          | [ 5 ]       |
| Gâmbia (artigo)                                                   | 1.593.256       | 3,1%           | 2010          | [ 5 ]       |
| Gana (artigo)                                                     | 21.029.853      | 12,9%          | 2010          | [ 5 ]       |
| Geórgia (artigo)                                                  | 4.677.401       | 0,8%           | 2013          | [ 6 ]       |
| Granada (artigo)                                                  | 89.502          | 44,6%          | 2011          | [ 6 ]       |
| Grécia (artigo)                                                   | 11.170.957      | 0,7%           | 2010          | [ 5 ]       |
| Guadalupe (artigo)                                                | 405.500         | 85,2%          | 2010          | [ 5 ]       |
| Guam (artigo)                                                     | 154.623         | 75%            | 2010          | [ 5 ]       |
| Guatemala (artigo)                                                | 15.773.000      | 50%            | 2014          | [ 8 ]       |
| Guiana (artigo)                                                   | 765.283         | 8,1%           | 2012          | [ 6 ]       |
| Guiana Francesa (artigo)                                          | 221.500         | 76,9%          | 2010          | [ 5 ]       |
| Guiné (artigo)                                                    | 9.467.866       | 7,5%           | 2010          | [ 5 ]       |
| Guiné-Bissau (artigo)                                             | 1.416.027       | 17,9%          | 2010          | [ 5 ]       |
| Guiné Equatorial (artigo)                                         | 1.620.000       | 80,7%          | 2010          | [ 5 ]       |
| Haiti (artigo)                                                    | 10.000.000      | 56,7%          | 2010          | [ 5 ]       |
| Honduras (artigo)                                                 | 8.249.574       | 46%            | 2014          | [ 8 ]       |
| Hungria (artigo)                                                  | 9.877.000       | 37,2%          | 2011          | [ 6 ]       |
| Iêmen (artigo)                                                    | 20.727.063      | <0,1%          | 2010          | [ 6 ] [ 5 ] |
| Ilhas Caimã (artigo)                                              | 47.862          | 14,1%          | 2010          | [ 6 ]       |
| Ilhas Malvinas (artigo)                                           | 3.000           | 21,2%          | 2010          | [ 5 ]       |
| Ilhas Marshall (artigo)                                           | 62.000          | 8,4%           | 2010          | [ 5 ]       |
| Ilhas Salomão (artigo)                                            | 523.000         | 19,6%          | 2009          | [ 6 ]       |
| Turcas e Caicos (artigo)                                          | 22.352          | 11,4%          | 2006          | [ 6 ]       |
| Ilhas Virgens Britânicas (artigo)                                 | 24.041          | 9,5%           | 2010          | [ 6 ]       |
| Ilhas Virgens Americanas (artigo)                                 | 109.840         | 27,1%          | 2010          | [ 6 ]       |
| Índia (artigo)                                                    | 1.270.000.000   | 0,9%           | 2010          | [ 5 ]       |
| Indonésia (artigo)                                                | 237.641.326     | 2,9%           |               | [ 16 ]      |
| Irão (artigo)                                                     | 68.017.860      | <0,1%          | 2010          | [ 5 ]       |
| Iraque (artigo)                                                   | 26.074.906      | 0,4%           | 2010          | [ 5 ]       |
| Irlanda (artigo)                                                  | 4.581.269       | 78,3%          | 2016          | [ 6 ]       |
| Islândia (artigo)                                                 | 319.575         | 3,8%           | 2017          | [ 6 ]       |
| Israel (artigo)                                                   | 7.746.000       | 1,2%           | 2010          | [ 5 ]       |
| Itália (artigo)                                                   | 60.800.000      | 89%            | 2010          | [ 5 ]       |
| Jamaica (artigo)                                                  | 2.889.000       | 2,2%           | 2011          | [ 6 ]       |
| Japão (artigo)                                                    | 127.417.244     | 1,3%           | 2010          | [ 5 ]       |
| Jordânia (artigo)                                                 | 5.759.732       | 0,4%           | 2010          | [ 5 ]       |
| Kiribati (artigo)                                                 | 98.000          | 55,8%          | 2015          | [ 6 ]       |
| Kosovo (artigo)                                                   | 1.794.984       | 2,2%           | 2011          | [ 6 ]       |
| Kuwait (artigo)                                                   | 2.335.648       | 8,5%           | 2010          | [ 5 ]       |
| Laos (artigo)                                                     | 6.217.141       | 0,5%           | 2010          | [ 5 ]       |
| Lesoto (artigo)                                                   | 2.067.000       | 45,7%          | 2010          | [ 5 ]       |
| Letônia (artigo)                                                  | 2.290.237       | 19,1%          | 2010          | [ 5 ]       |
| Líbano (artigo)                                                   | 4.800.000       | 28,8%          | 2010          | [ 5 ]       |
| Libéria (artigo)                                                  | 3.482.211       | 7,2%           | 2010          | [ 5 ]       |
| Líbia (artigo)                                                    | 5.765.563       | 1,5%           | 2010          | [ 5 ]       |
| Liechtenstein (artigo)                                            | 33.863          | 75,9%          | 2010          | [ 6 ]       |
| Lituânia (artigo)                                                 | 3.596.617       | 77,2%          | 2011          | [ 6 ]       |
| Luxemburgo (artigo)                                               | 538.000         | 65,9%          | 2010          | [ 5 ]       |
| Macedônia do Norte (artigo)                                       | 2.038.514       | 0,4%           | 2010          | [ 5 ]       |
| Madagáscar (artigo)                                               | 18.040.341      | 35%            | 2010          | [ 5 ]       |
| Malásia (artigo)                                                  | 23.953.136      | 4,7%           | 2010          | [ 5 ]       |
| Malauí (artigo)                                                   | 12.158.924      | 18,4%          | 2016          | [ 6 ]       |
| Maldivas (artigo)                                                 | 349.106         | 0,3%           | 2010          | [ 5 ]       |
| Mali (artigo)                                                     | 12.291.529      | 2,2%           | 2010          | [ 5 ]       |
| Malta (artigo)                                                    | 400.214         | 95,8%          | 2010          | [ 5 ]       |
| Marrocos (artigo)                                                 | 32.725.847      | <0,1%          | 2010          | [ 5 ] [ 6 ] |
| Martinica (artigo)                                                | 390.000         | 84,6%          | 2010          | [ 5 ]       |
| Mauritânia (artigo)                                               | 3.086.859       | <0,1%          | 2010          | [ 5 ]       |
| Ilhas Maurícias (artigo)                                          | 1.230.602       | 26,3%          | 2011          | [ 6 ]       |
| México (artigo)                                                   | 121.006.000     | 81%            | 2010          | [ 5 ]       |
| Moçambique (artigo)                                               | 19.406.703      | 28,4%          | 2010          | [ 5 ]       |
| Moldávia (artigo)                                                 | 4.455.421       | 0,1%           | 2010          | [ 5 ]       |
| Mónaco (artigo)                                                   | 36.371          | 82,3%          | 2010          | [ 5 ]       |
| Mongólia (artigo)                                                 | 2.791.272       | <0,1%          | 2010          | [ 5 ]       |
| Monserrate (artigo)                                               | 5.079           | 6,5%           | 2010          | [ 5 ]       |
| Myanmar (artigo)                                                  | 42.909.464      | 1,3%           | 2014          | [ 6 ]       |
| Namíbia (artigo)                                                  | 2.030.692       | 23,8%          | 2010          | [ 5 ]       |
| Nepal (artigo)                                                    | 27.676.547      | <0,1%          | 2010          | [ 5 ]       |
| Nicarágua (artigo)                                                | 6.000.000       | 50%            | 2014          | [ 8 ]       |
| Níger (artigo)                                                    | 11.665.937      | <0,1%          | 2010          | [ 5 ]       |
| Nigéria (artigo)                                                  | 185.000.000     | 12,6%          | 2010          | [ 5 ]       |
| Noruega (artigo)                                                  | 5.060.000       | 2,8%           | 2016          | [ 6 ]       |
| Nova Caledônia (artigo)                                           | 249.000         | 50,8%          | 2010          | [ 5 ]       |
| Nova Zelândia (artigo)                                            | 4.500.000       | 11,6%          | 2013          | [ 6 ]       |
| Omã (artigo)                                                      | 3.001.583       | 4,1%           | 2010          | [ 5 ]       |
| Países Baixos (artigo)                                            | 16.850.000      | 22,4%          | 2016          | [ 17 ]      |
| Palau (artigo)                                                    | 19.949          | 45,3%          | 2015          | [ 6 ]       |
| Palestina (artigo)                                                | 3.761.904       | 0,6%           | 2010          | [ 5 ]       |
| Panamá (artigo)                                                   | 3.339.150       | 70%            | 2010          | [ 5 ]       |
| Papua-Nova Guiné (artigo)                                         | 7.000.000       | 30%            | 2010          | [ 5 ]       |
| Paquistão (artigo)                                                | 190.000.000     | 0,5%           | 2010          | [ 5 ]       |
| Paraguai (artigo)                                                 | 6.800.000       | 89%            | 2014          | [ 8 ]       |
| Peru (artigo)                                                     | 30.500.000      | 76%            | 2014          | [ 8 ]       |
| Polónia (artigo)                                                  | 38.501.000      | 86,9%          | 2012          | [ 6 ]       |
| Porto Rico (artigo)                                               | 3.600.000       | 56%            | 2014          | [ 8 ]       |
| Portugal (artigo)                                                 | 10.500.000      | 81%            | 2011          | [ 6 ]       |
| Quênia (artigo)                                                   | 43.500.000      | 22,1%          | 2010          | [ 5 ]       |
| Quirguistão (artigo)                                              | 5.146.281       | <0,1%          | 2010          | [ 5 ]       |
| Reino Unido (artigo) ( Inglaterra, Gales, Escócia, Irl. do Norte) | 63.110.000      | 16,2%          | 2010          | [ 5 ]       |
| República Centro-Africana (artigo)                                | 3.799.897       | 28,5%          | 2010          | [ 5 ]       |
| Chéquia (artigo)                                                  | 10.500.000      | 10,4%          | 2011          | [ 6 ]       |
| República do Congo (artigo)                                       | 3.686.000       | 33,1%          | 2010          | [ 6 ]       |
| República Democrática do Congo (artigo)                           | 71.712.867      | 47,3%          | 2010          | [ 5 ]       |
| República Dominicana (artigo)                                     | 10.400.000      | 67,2%          | 2010          | [ 5 ]       |
| Roménia (artigo)                                                  | 22.329.977      | 4,3%           | 2011          | [ 6 ]       |
| Rússia (artigo)                                                   | 143.420.309     | 0,5%           | 2010          | [ 5 ]       |
| Ruanda (artigo)                                                   | 11.000.000      | 43,7%          | 2011          | [ 6 ]       |
| Saara Ocidental (artigo)                                          | 273.008         | <0,1%          | 2010          | [ 6 ] [ 5 ] |
| Samoa (artigo)                                                    | 179.000         | 18,8%          | 2016          | [ 6 ]       |
| San Marino (artigo)                                               | 32.500          | 90,5%          | 2010          | [ 5 ]       |
| Santa Lúcia (artigo)                                              | 165.600         | 61,5%          | 2010          | [ 6 ]       |
| São Martinho (artigo)                                             | 425.720         | 38%            |               |             |
| São Tomé e Príncipe (artigo)                                      | 163.000         | 55,7%          | 2012          | [ 6 ]       |
| São Vicente e Granadinas (artigo)                                 | 104.938         | 13%            |               | [ 6 ]       |
| Seicheles (artigo)                                                | 81.188          | 76,2%          | 2010          | [ 6 ]       |
| Senegal (artigo)                                                  | 11.126.832      | 3,5%           | 2010          | [ 6 ]       |
| Serra Leoa (artigo)                                               | 6.017.643       | 7,1%           | 2010          | [ 5 ]       |
| Sérvia (artigo)                                                   | 7.120.600       | 5%             | 2011          | [ 6 ]       |
| Singapura (artigo)                                                | 4.425.720       | 7,1%           | 2010          | [ 5 ]       |
| Síria (artigo)                                                    | 18.448.752      | 2,1%           | 2010          | [ 5 ]       |
| Somália (artigo)                                                  | 8.591.629       | <0,1%          | 2010          | [ 5 ]       |
| Sri Lanka (artigo)                                                | 20.624.000      | 6,1%           | 2012          | [ 18 ]      |
| Sudão (artigo)                                                    | 37.960.000      | 3%             | 2010          | [ 5 ]       |
| Sudão do Sul (artigo)                                             | 11.300.000      | 39,7%          | 2010          | [ 5 ]       |
| Suécia (artigo)                                                   | 9.600.000       | 1,2%           | 2010          | [ 5 ]       |
| Suíça (artigo)                                                    | 8.200.000       | 37,3%          | 2015          | [ 6 ]       |
| Suriname (artigo)                                                 | 438.144         | 21,6%          | 2014          | [ 19 ]      |
| Tailândia (artigo)                                                | 65.444.371      | 0,3%           | 2010          | [ 5 ]       |
| Taiwan (artigo)                                                   | 22.894.384      | 1,4%           | 2010          | [ 5 ]       |
| Tajiquistão (artigo)                                              | 7.163.506       | <0,1%          | 2010          | [ 5 ]       |
| Tanzânia (artigo)                                                 | 44.929.002      | 31,8%          | 2010          | [ 5 ]       |
| Timor-Leste (artigo)                                              | 1.054.000       | 97,6%          | 2015          | [ 6 ]       |
| Togo (artigo)                                                     | 5.681.519       | 26,4%          | 2010          | [ 5 ]       |
| Tonga (artigo)                                                    | 102.000         | 14,2%          | 2016          | [ 6 ]       |
| Trinidad e Tobago (artigo)                                        | 1.330.000       | 21,6%          | 2011          | [ 6 ]       |
| Tunísia (artigo)                                                  | 11.000.000      | <0,1%          | 2010          | [ 5 ]       |
| Turquemenistão (artigo)                                           | 4.750.000       | <0,1%          | 2010          | [ 20 ]      |
| Turquia (artigo)                                                  | 77.700.000      | <0,1%          | 2010          | [ 5 ]       |
| Ucrânia (artigo)                                                  | 46.481.000      | 8–10%          | 2013          | [ 6 ]       |
| Uganda (artigo)                                                   | 35.873.253      | 39,3%          | 2014          | [ 6 ]       |
| Uruguai (artigo)                                                  | 3.415.920       | 42%            | 2014          | [ 8 ]       |
| Uzbequistão (artigo)                                              | 26.851.195      | <0,1%          | 2010          | [ 5 ]       |
| Vanuatu (artigo)                                                  | 243.304         | 13,8%          | 2010          | [ 5 ]       |
| Vaticano (artigo)                                                 | 842             | >99%           | 2010          | [ 5 ]       |
| Venezuela (artigo)                                                | 30.400.000      | 77,6%          | 2010          | [ 5 ]       |
| Vietname (artigo)                                                 | 83.535.576      | 6,4%           | 2010          | [ 5 ]       |
| Zâmbia (artigo)                                                   | 14.300.000      | 20,2%          | 2010          | [ 6 ]       |
| Zimbabwe (artigo)                                                 | 12.746.990      | 7,3%           | 2015          | [ 6 ]       |
| Total                                                             | 7.350.000.000   | 17,8%          | 1.299.000.000 | [ 1 ] [ 2 ] |